# Arayik Harutyunyan
Arayik "Ara" Harutyunyan (armênio: Արայիկ Հարությունյան; Stepanakert, 14 de dezembro de 1973) é um economista e político e antigo Presidente de Artsaque entre 21 de maio de 2020 e 1 de setembro de 2023.
Anteriormente, foi Primeiro-ministro de 14 de setembro de 2007 a 25 de setembro de 2017. Posteriormente, o cargo de Primeiro-ministro foi abolido após um referendo realizado em 2017, no qual a maioria da população escolheu o sistema presidencialista.
É filiado ao partido Azat Hayrenik Kusaktsutyun (AHK).